# Bosebo kyrka

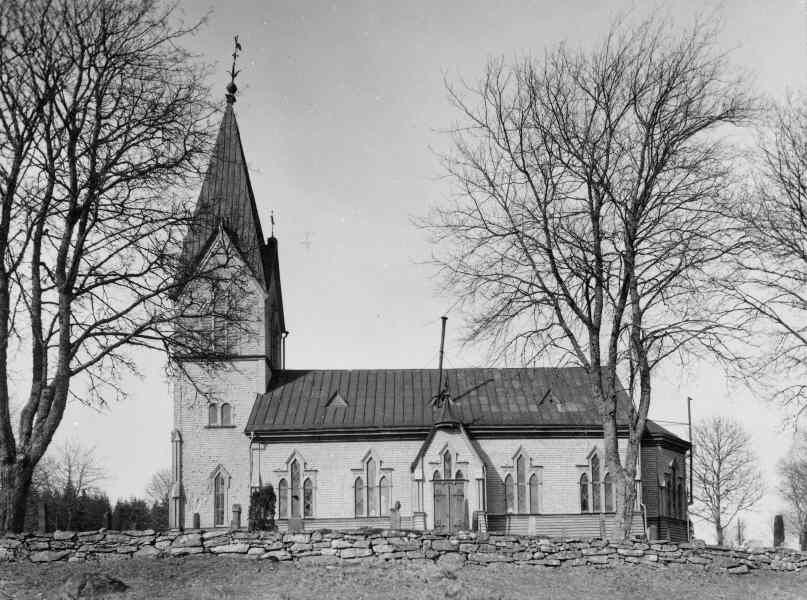
Bosebo kyrka 1895-1959

Bosebo kyrka är en kyrkobyggnad i Bosebo i Gislaveds kommun. Den tillhör Bosebo församling i Växjö stift.

## Kyrkobyggnad
Kyrkan är byggd 1961, arkitekt Rudolf Hall Halmstad. Kyrkan invigdes 1962 av biskop Elis Malmeström. Den är yngst i pastoratet men platsen har kristna traditioner långt tillbaka i förhistorisk tid. I närheten ligger Sissle källa. Äldsta skriftliga dokumentet om en kyrka i Bosebo är från 1558. I vapenhuset finns modeller av de tre senaste kyrkorna i Bosebo, 1652, 1895 och 1961. 1652 års kyrka finns bevarad på Kulturen i Lund. Många inventarier från de gamla kyrkorna finns bevarade i ett kyrkomuseum i församlingshemmet.
Bosebo kyrka ligger vid Majsjön.

## Inventarier
- Dopfunt i gnejs från senare delen av 1200-talet med dopskål från 1600-talet.
- Karl XII:s bibel från 1703.
- Nattvardskalk från 1716 samt vinkanna från 1726.

### Orgel
- 1773 bygger Jonas Solberg, Värnamo en orgel med 5 stämmor. Den flyttades till Kulthurhistoriska museet, Lund år 1894.
- 1897 bygger Johannes Magnusson, Göteborg en orgel med 8 stämmor.
- 1962 bygger Tostareds Kyrkorgelfabrik, Tostared en pneumatisk orgel.

| Huvudverk I   | Svällverk II      | Pedal        | Koppel   |
| Gedakt 8´     | Rörflöjt 8´       | Subbas 16´   | I/P      |
| Principal 4´  | Spetsflöjt 4´     | Principal 8´ | II/P     |
| Rörflöjt 4´   | Kvintadena 4´     | Koralbas 4´  | II/I     |
| Gemshorn 2´   | Principal 2'      |              | II 16'/I |
| Mixtur 3 chor | Sifflöjt 1'       |              |          |
|               | Crescendosvällare |              |          |

- Orgeln med 14 stämmor är från 1996, byggd av Hammarbergs orgelbyggeri, Göteborg.